# Уринарни систем
Уринарни или уропоезни систем (organa urinaria) чине: бубрези (ren), мокраћоводи (ureter), мокраћна бешика (vesica urinaria) и мокраћна цев (urethra).
Ови органи учествују у регулацији запремине и састава телесних течности. Посредством уринарног система из крвне плазме се елиминишу све штетне материје (крајњи продукти метаболизма, токсини и сл) као и вишак воде и електролита, и при томе настаје мокраћа (урин).
Развој ових органа је у тесној вези са развојем полних органа. Код особа мушког пола они остају сједињени на нивоу мокраћне цеви (током ејакулације кроз њу пролази сперма), а код жена долази до потпуног одвајања мокраћних и полних путева.
Централни орган уринарног система је бубрег, у коме се и дешава стварање мокраће кроз процесе гломерулске филтрације и тубулске секреције и реапсорпције. Обављајући ову примарну улогу, бубрези врше и друге функције битне за функционисање организма. Овако створена мокраћа се кроз десни и леви мокраћовод транспортује до мокраћне бешике. То је непарни орган који служи као привремени резервоар урина и из ње се мокраћа одводи у спољашњу средину путем мокраћне цеви.
Процес којим се напуњена мокраћна бешика празни назива се миктуриција.